# Thorsten Wilhelms
Thorsten Wilhelms (né le 31 juillet 1969 à Liebenau) est un coureur cycliste allemand. Bon sprinteur, il passe professionnel en 1999. Il a remporté la première édition du Tour du Qatar. 
Il dispute sa dernière course professionnelle lors du critérium de Gütersloh, qu'il remporte.

## Palmarès
- 1993
  - 1re, 6e et 7e étapes du Tour de Suède
  - 3e étape du Tour de Basse-Saxe
- 1999
  - 5e étape de la Commonwealth Bank Classic
- 2000
  - 1re étape du Trophée Joaquim Agostinho
- 2001
  - 3e et 5e étapes du Tour de Cuba
  - Prologue et 1reb étape du Tour de Basse-Saxe
  - 2e étape du Trophée Joaquim Agostinho
- 2002
  - Tour du Qatar :
    - Classement général
    - 3e et 5e étapes

  - 1re étape du Tour de l'Algarve
  - 1re et 4ea étapes du Tour de Basse-Saxe
  - 3e du Trofeo Palma de Mallorca
- 2003
  - 1reb étape du Tour de Basse-Saxe